# Infante don Pelayo (1792)
El Infante don Pelayo fue un navío de línea de dos puentes y 74 cañones de la Armada de España, cuyo nombre religioso de advocación era San Pelayo.

## Construcción
Fue diseñado por José Romero y Fernández de Landa, siguiendo la tradición constructiva de Jorge Juan, incorporaba numerosas soluciones constructivas desarrolladas por los astilleros ingleses en los treinta años precedentes.
Formaba parte de la serie de seis navíos comenzada con el San Ildefonso, llamados por ello Ildefonsinos, con los cuales Romero de Landa sucedió a Francisco Gautier como principal diseñador de buques para la Armada española. Los navíos de Gautier, eran típicamente franceses, y hacían énfasis en una mayor velocidad a costa reducir la manga, convirtiéndolos así en plataformas marineras inestables, con tendencia a meter bajo el agua la batería baja por la banda de sotavento, lo cual, tendría consecuencias nefastas durante la batalla de Trafalgar.
Romero de Landa buscó una solución intermedia, aumentando la manga al San Ildefonso, pero sin llegar a las proporciones de los astilleros ingleses. De esta forma, los Ildefonsinos presentaron un equilibrio entre condiciones marineras y velocidad.
El Infante don Pelayo, demostró ser un buque marinero, rápido y maniobrable. Construido sobre una quilla de roble, montaba un total de 74 piezas, y alcanzaba una velocidad máxima de unos 14 nudos con la carena limpia.

## Historial
Fue construido en La  Habana en 1791 y entregado a la Armada Española al año siguiente.
En el transcurso de la batalla del cabo de San Vicente el 14 de febrero de 1797 bajo el mando del capitán de navío Cayetano Valdés, acudió en auxilio del Santísima Trinidad y consiguió salvarlo de un apresamiento por parte de las fuerzas británicas, llegando incluso a amenazar con dispararle si no volvía a izar el pabellón. Antes del comienzo de la batalla, se encontraba a barlovento y retaguardia del cuerpo fuerte, ciñendo el viento a unas 9 millas.
El Pelayo se interpuso en la línea de fuego enemiga, con lo cual, consiguió dar tiempo para que se fueran incorporando otros navíos españoles que acudieron al mismo lugar y provocando la retirada de las fuerzas británicas. Tras la batalla, contabilizó a bordo 4 muertos y 4 heridos graves.
Cayetano Valdés continuó al mando del Pelayo, y participó en las acciones contra el bloqueo a Cádiz impuesto por buques británicos, en la escuadra bajo mando de Mazarredo entre 1797 y 1799.
El Pelayo fue transferido a la armada de la Francia napoleónica en 1802, donde fue renombrado Desaix, y causó baja en la Marina francesa en 1804.

### Listas relacionadas
• Navíos de línea de la Armada Española